# Патриотическая гвардия (Румыния)
Патриотическая гвардия (рум. Gărzile Patriotice) - румынское социалистическое военизированное формирование созданое для поддержки коммунистического режима в Социалистической Республике Румынии.
Патриотическая гвардия была сформирована при Николае Чаушеску как вооруженная сила под непосредственным контролем Румынской коммунистической партии для обеспечения дополнительной защиты и поддержки в случае вторжения в Румынию. Членами организации были как мужчины, так и женщины, а также подростки в возрасте от средней школы, с пиком примерно в 700 000 членов по всей Румынии в 1989 году.

## Организация
Патриотическая гвардия была всеобъемлющей организацией общественной безопасности, в функции которой входили обычная гражданская полиция, тушение пожаров и очень многочисленное "Народное ополчение". В военное время она обеспечивала безопасность тыловых районов, усиливала регулярные сухопутные войска и действовала как партизаны против сил вторжения, если их районы были захвачены.
В 1989 году в Патриотической гвардии состояло около 700 000 граждан, как мужчин, так и женщин. В соответствии с доктриной "Всенародной войны", Патриотическая гвардия представляла собой объединенную организацию территориальной обороны или национальную гвардию и гражданскую оборону. Они тесно сотрудничали с Министерством национальной обороны, но напрямую подчинялись ПКР и ее Союзу коммунистической молодежи. Полагаясь больше на обычных граждан, чем на профессиональных военных, Патриотическая гвардия служила потенциальным противовесом или сдерживала мощь и влияние регулярных вооруженных сил.
В 1989 году Патриотическая гвардия была организована в подразделения размером с роту и взвод почти в каждом округе, муниципалитете, городе, деревне и промышленном или сельскохозяйственном предприятии. Под командованием первого секретаря местного аппарата ПКР они провели базовую подготовку и переподготовку по обращению с стрелковым оружием, подрывному делу, стрельбе из миномета и гранатомета, а также тактике ведения боя небольшими подразделениями. В военное время они отвечали за местную противовоздушную оборону, обеспечивая раннее предупреждение о воздушном нападении, защищая населенные пункты и важные элементы национальной инфраструктуры, а также проводя строительные работы по мере необходимости для восстановления основного военного производства после нападения. Они будут проводить разведку и атаковать фланги и тыл противника, сражаться с воздушно-десантными подразделениями и спецподразделениями, проникающими вглубь Румынии, и проводить операции сопротивления оккупационным силам. В соответствии со своим партизанским имиджем Патриотические гвардейцы носили простую форму без знаков отличия или значков ранга.